# Эксперимент (научно-исследовательское судно)
НИС «Эксперимент» — советское, затем украинское научно-исследовательское судно. На нём были проведены десятки научных экспедиций в Черном, Азовском и Каспийском морях. Сделаны важные научные замеры и пробы.
Также судно использовалось для изучения радиационной обстановки в Чёрном, Азовском, Мраморном, Эгейском и Каспийском морях, в реках Дон и Волга, а также в Цимлянском водохранилище.

## История
Судно построено в ГДР в 1949 году как большой сейнер для Чёрного моря типа БЧС-300, название — «Затвор». В конце 1970-х годов по заказу Министерства высшего образования СССР переоборудовано в научно-исследовательское судно (НИС) — новое название «Эксперимент», порт приписки Красноводск.
Судно способно ходить как по морям, так и по рекам. «Эксперимент» располагал катером для отбора проб воды в устьях рек, в мелких заливах, проб песка на пляжах, донных отложений и т. п. Наличие трала позволяло проводить отбор рыб и некоторых морских животных на анализ содержащихся в них радионуклидов. Водолазное оборудование обеспечивало подводные работы. На судне существовало две лаборатории, одна из которых использовалась для размещения радиометрического оборудования, другая — химического. Дно нижней лаборатории представляло собой окно, через которое можно было рассматривать морское (речное) дно и его обитателей. Также НИС «Эксперимент» обладал системой определения координат по радипривязке, радаром, лотом (скорость хода судна) и эхолотом (определение глубины под килем корабля). Это позволяло в любой момент достаточно точно определять координаты судна в момент отбора проб и радиометрических измерений и его расположение относительно береговой линии и рельефа дна. Гидрологическое оборудование включало батометры и лебёдки для работы с ними, трубки для отбора проб донных отложений ила, лебёдку с кабель-тросом, для питания погружаемого датчика g-излучения.

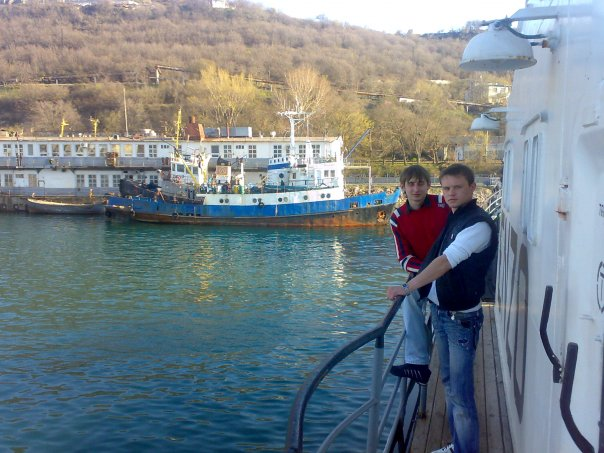
БЧС «Эксперимент» в Инкермане

После распада СССР судно вошло в ГП «Севастопольский Отряд Научно-Исследовательских судов» (Украина) с портом приписки Севастополь.
В 2002 году в связи с отсутствием финансирования на содержание и долгого простоя был сдан в аренду севастопольскому коммерческому предприятию «Трейд и Сервис» и переделан под рыболовное судно. Новое название — БЧС «Эксперимент».
В 2006—2007 годах вновь был переоборудован и занимался извлечением старых кабельных коммуникаций со дна Чёрного моря.
В мае 2007 года Морским гидрофизическим институтом НАН Украины была проведена океанографическая экспедиция в северо-западном секторе Чёрного моря, которая открыла серию запланированных съёмок в этом районе. Экспедиция выполнялась в рамках национальных и международных проектов — «Климат», «Экошельф», «Стабильная экосистема», SESAM, ECOOP и «Океанография». Показано, что в условиях аномально теплого предшествующего осенне-зимнего периода в мае 2007 г. над свалом глубин вдоль изопикнических поверхностей σt = 14,0 и σt = 14,5 — 14,6 все еще наблюдалась выраженная субдукция вод, сформированных в процессе осенне-зимнего выхолаживания. Получены новые данные об интенсивности вертикального турбулентного обмена на материковом склоне северо-западной части Черного моря.
В 2009 году стал на отстой, и в 2011 году был утилизирован фирмой-арендатором на заводе «ВторЧерМет» в Инкермане.
После утилизации возникли вопросы по легальности данных действий так как судно находилось на балансе государственного предприятия «СОНИС».

## Экипаж
НИС «Эксперимент»
- Черный Валерий Архипович
- В. П. Овчаренко
- К. В. Похолок

БЧС «Эксперимент»
- Бизянов Геннадий Фаритович — капитан
- Бич Дмитрий — стар.пом
- Кирсанов Юрий — стар.механик
- Бодик Александр — боцман
- Черный Максим Валерьевич — технолог
- Эна Вячеслав Андреевич — кадет